# St. Michael (Lochhausen)

St. Michael

Innenansicht

Die römisch-katholische Pfarrkirche St. Michael im Münchner Stadtteil Lochhausen ist ein Beispiel für Erweiterungen des 20. Jahrhunderts, die sich denkmalschützerischen Aspekten unterwarfen.

## Lage
Die Pfarrkirche (Schussenrieder Straße 6) steht im Zentrum des alten Ortskerns.

## Geschichte

Chorgewölbe

Die genaue Entstehung einer ersten Kirche in Lochhausen ist nicht genau fassbar. Das Pfarrbuch von 1627 erwähnt einen tragbaren Altar, dessen Aufschrift von seiner Weihe durch Bischof Adalbert von Freising im Jahre 1172 berichtet. Urkundlich fassbar wird St. Michael 1312, als sie als selbständige Pfarrei mit der Filiale Freiham aufgezählt wird. Das genaue Jahr der Pfarrerhebung und damit der Loslösung von der Mutter- und Urpfarrei, die vor 1315 erfolgt sein musste, ist nicht bekannt. Es ist aber davon auszugehen, dass ein Kirchbau existierte.
Der spätgotische Bau, der im Chor und Sattelturm noch als solcher erkennbar ist, ist nicht exakt datierbar. Nachweisbar ist die Anschaffung einer Glocke 1430 und die Renovierungsarbeiten im Jahre 1449, die die Beseitigung der Kriegsfolgen durch die Schlacht bei Alling 1422 in Zusammenhang stehen.

Hochaltar

1590 erhielt der Turm eine eiserne „Schlaguhr“ mit vergoldeten Zeigern. In den Jahren  1607 bis 1609 wurde die Kirche erneut renoviert; dabei waren vor allem der Choraltar und die beiden tragbaren Seitenaltäre betroffen; sie waren nach einer Aufzeichnung von 1727 vermutlich der heiligen Jungfrau Maria und Sankt Anna geweiht und gestiftet worden. Eine weitere Renovierung erfolgte 1626, die sich wahrscheinlich auf den Turm beschränkte, denn aus dem gleichen Jahr sind die Reparatur der Turmuhr und die Weihe einer neuen Glocke bekannt.
1708 wurde die Sakristei erbaut, fünf Jahre später ließ man ein Oratorium darüber einrichten, die Kirche mit Sitzen auszustaffieren, ein neues Fenster aushauen und die anderen mit durchsichtigem Glas versehen. 1735 versetzte eine Erbschaft den über Platznot an den Hochfesten klagenden Pfarrer in die Lage, das Langhaus um „8 Schuh“ zu erweitern, ein hölzernes Gewölbe einzuziehen und die zwei Seitenaltäre weiter auseinanderzusetzen, damit der Eingang zum Chor ein wenig erweitert würde. Von 1740 bis 1745 wurde die Kirche barockisiert.
Nachdem das Kirchenschiff zu klein geworden war, entschloss sich die Pfarrgemeinde zu einem Neubau nach einem Entwurf von Franz Xaver Boemmel. 1926/27 wurde das alte Kirchenschiff abgetragen und durch einen Neubau ersetzt. Gleichzeitig wurde die verbliebene Chorapsis renoviert. Das Kirchenschiff wurde im neobarocken Stil mit Anklängen an die oberbayerische Backsteingotik erbaut, so dass für den kunsthistorischen Laien der Neubau als solcher nicht auffällt und mit dem spätgotischen Chor und dem Sattelturm zu einer Einheit verschmilzt. Damit ist St. Michael ein Beispiel für den sanften, damaligen denkmalschützerischen Prinzipien folgenden Neubau, den am 11. September 1927 Michael Kardinal von Faulhaber weihte.
Nach dem Zweiten Weltkrieg wurde St. Michael 1965/66 renoviert. Im Rahmen der damit eingehenden schlichteren Gestaltung des Kirchenschiffes wurden die beiden Seitenaltäre entfernt und die Kirche nach den neuen liturgischen Statuten des Zweiten Vatikanischen Konziles umgestaltet; am auffälligsten ist hierbei die Errichtung eines Volksaltares unterhalb des Chorbogens. Gleichzeitig legten die Münchner Kirchenmaler Karl Eixenberger und T. Anton Petri die Originalfassung der Chorstuckaturen und des Hochaltars frei und ergänzten sie.
Von 1980 bis 1986 wurde St. Michael einer weiteren Generalsanierung unterzogen. Dabei wurden die Chorapsis und der Sattelturm grundsaniert und das Fundament an der Nordseite mit einer 1,25 m starken Betonmauer unterfangen. Im Inneren wurden der Boden mit Solnhofener Platten ausgelegt, die Kirchenbänke gebeizt, drei neue Altäre geschaffen und sämtliche Gemälde renoviert. Die bei der Umgestaltung 1965/66 entfernten Apostelbilder sowie ein Glasgemälde kehrten in das Gotteshaus zurück. Alle anderen Statuen wurden neu gefasst, die Kirchenfenster wurden mit Goetheglas in Sechseckverbleiung restauriert. 1985 stattete die Pfarrgemeinde die Sakristei neu aus.

## Geläut

Bleiglasfenster St. Michael

Das Geläut, das aus den vier Glocken St.-Michael-Glocke, Herz-Jesu-Glocke, Ave-Maria-Glocke und St.-Margaret-Glocke besteht, stammt aus der Gießerei des Bochumer Vereins und wurde 1950 von Weihbischof Johannes Neuhäusler konsekriert.

## Orgel
Die heutige Hans-Karl-Orgel stammt aus dem Jahr 1976 und verfügt über 25 Register.

## Bedeutende Werke
- Lochhausener Madonna (spätgotisch)
- St. Michael (Statue im Hochaltar, um 1740/45)
- Bleiglasfenster St. Michael (Signatur: „J Baumeister“)

## Sonstiges
Bischof Johann Theodor von Freising konfirmierte 1737 die Errichtung einer Herz-Jesu-Bruderschaft. Diese Bruderschaft bestand noch bis ins 20. Jahrhundert. Ein Großteil der Barockisierung 1740 bis 1745, insbesondere die der Chorapsis wurde durch Stiftungen der Herz-Jesu-Bruderschaft ermöglicht.